# Departamento Iglesia
Iglesia es un departamento de la provincia de San Juan (Argentina). Se encuentra ubicado en el extremo noroeste de dicha provincia, donde predomina un ambiente cordillerano, serrano y de fecundos valles agrícolas.
Iglesia es reconocido por demostrar un notable crecimiento en la actividad minera y en el turismo, ya que se ha convertido en uno de los departamentos más visitados de la provincia, principalmente en la localidad Rodeo con el afamado Embalse Cuesta del Viento, con la práctica del windsurf.

## Toponimia
El nombre toma el apellido de una antigua familia que participó en la fundación de Villa Iglesia.

## Historia
Originariamente este territorio que hoy ocupa el departamento Iglesia fue el nombre de una estancia ubicada en la parte sur del Valle de Pismanta, se podría afirmar que en dicho paraje hubo un lugar sagrado, es decir, una modesta construcción dedicada al culto; de donde habría tomado el nombre (una iglesia o capilla)

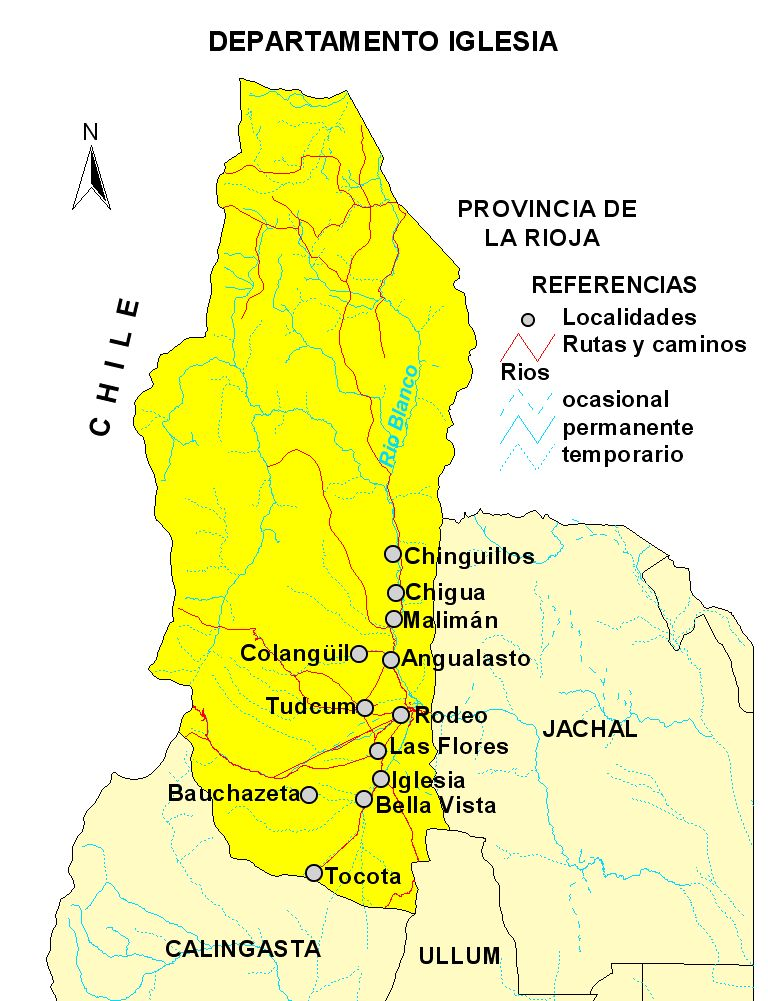
Mapa del departamento.

Se ha estipulado como fecha de fundación el 25 de noviembre de 1753 (271 años). Esta fecha de fundación fue consensuada por las fuerzas vivas del Departamento recién el 12 de noviembre de 1991,
ya que según registros de entrega de Mercedes Reales (son las tierras que se le otorgaban a los habitantes con la condición de que en el período de un año construyan sus casas y siembren o críen animales).

## Geografía
El departamento Iglesia se encuentra al noroeste de la Provincia de San Juan, a 200 km aproximadamente de la ciudad de San Juan, posee 19.801 kilómetros cuadrados.

### Límites
- Al norte limita con la Provincia de La Rioja
- Al sur limita con el departamento Calingasta
- Al este limita con los de Jáchal y Ullum
- Al oeste limita con Chile

La geografía de Iglesia está representada por la Cordillera de los Andes, al oeste el sector de cordillera frontal, y precordillera, al este. Ambos separados por una depresión (Valle de Iglesia).
- Coordenadas 30°11′S 69°09′O / -30.183, -69.150

### Sismicidad
La sismicidad del área de Cuyo (centro oeste de Argentina) es frecuente y de intensidad baja, y un silencio sísmico de terremotos medios a graves cada 20 años en distintas áreas aleatorias.
Terremoto de Caucete 1977El 23 de noviembre de 1977, la región fue asolada por un terremoto y que dejó como saldo lamentable algunas víctimas, y un porcentaje importante de daños materiales en edificaciones.
Sismo de 1861Aunque dicha actividad geológica catastrófica, ocurre desde épocas prehistóricas, el terremoto del 20 de marzo de 1861 (164 años) señaló un hito importante dentro de la historia de eventos sísmicos argentinos ya que fue el más fuerte registrado y documentado en el país. A partir del mismo la política de los sucesivos gobiernos mendocinos y municipales han ido extremando cuidados y restringiendo los códigos de construcción. Y con el terremoto de San Juan de 1944 del 15 de enero de 1944 (81 años) el gobierno sanjuanino tomó estado de la enorme gravedad sísmica de la región.
El Día de la Defensa Civil fue asignado por un decreto recordando el sismo que destruyó la ciudad de Caucete el 23 de noviembre de 1977, con más de 40.000 víctimas sin hogar. No quedaron registros de fallas en tierra, y lo más notable efecto del terremoto fue la extensa área de licuefacción (posiblemente miles de km²).
El efecto más dramático de la licuefacción se observó en la ciudad, a 70 km del epicentro: se vieron grandes cantidades de arena en las fisuras de hasta 1 m de ancho y más de 2 m de profundidad. En algunas de las casas sobre esas fisuras, el terreno quedó cubierto de más de 1 dm de arena.

## Población
El censo 2010 arrojó 909 9habitantes.
Para el censo 2022 el departamento registró 8845 habitantes; lo que representó una caída en la cantidad de personas del -2,8%. Estos datos le valieron al departamento tener la menor densidad poblacional junto con Calingasta y ser el único que decreció de la provincia.

### Localidades y parajes
| Localidades                                                                            | Pueblos y Parajes |
| - Angualasto - Bella Vista - Colola - Iglesia - Las Flores - Pismanta - Rodeo - Tudcum | - Alguara - Baños de Los Despoblados - Bañitos de Chollay - Bañitos - Cadillo - Carrizalito - Colangüil - Chigua de Arriba - Chinguillo - El Molle - El Salado - Fierro - Jaguelito - La Chigua - La Estrechura - Las Casitas - Las Placetas - Los Acerillos - Los Helados - Los Paramillos - Malimán de Abajo - Palca - Pintado - Rincón de la Ollita - Veladero |

## Economía

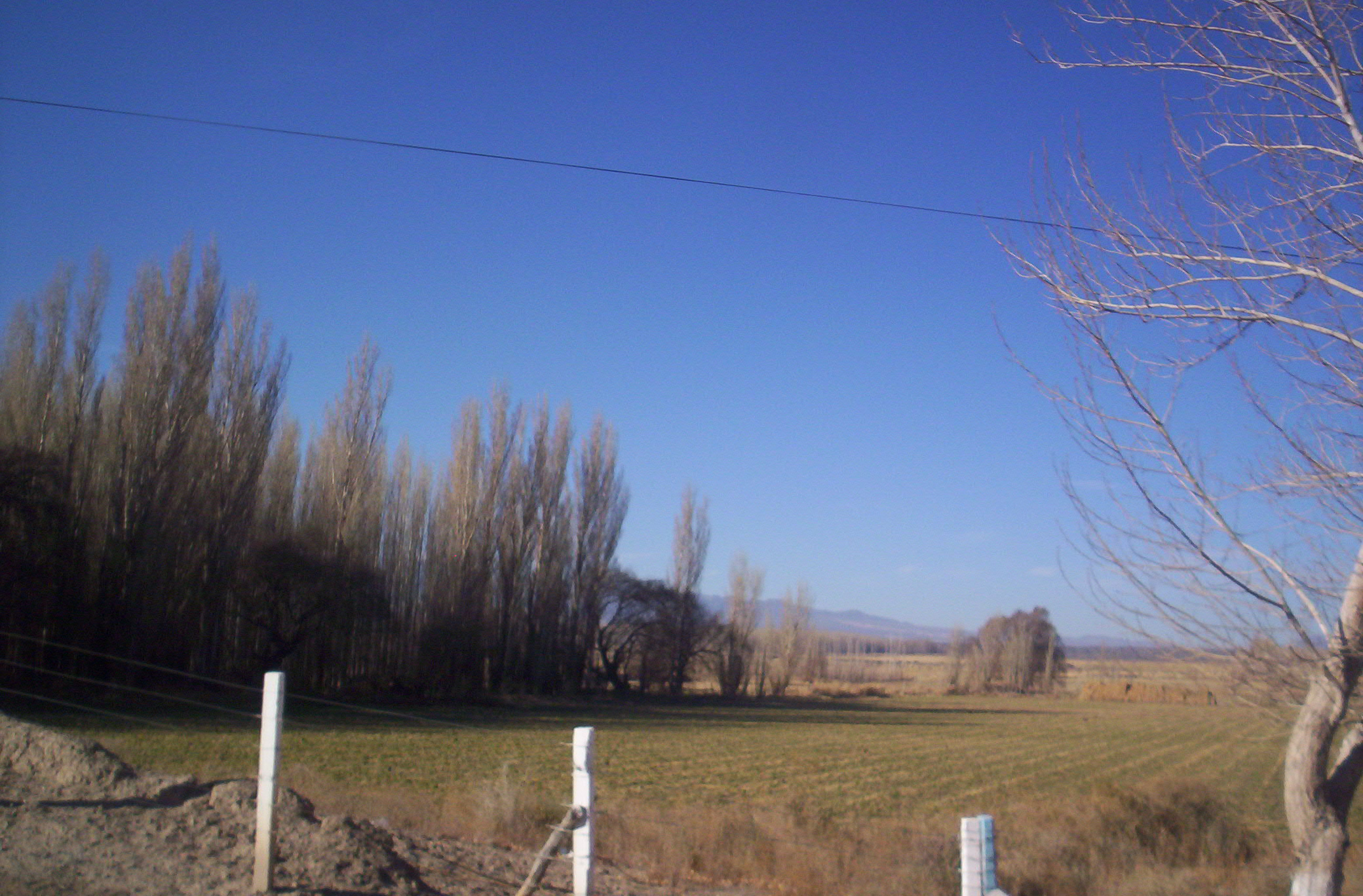
Vista de una de las tantas plantaciones de alfalfa en el Valle de Iglesia.

Casi el 30 por ciento de la superficie cultivada del departamento está dedicada a explotaciones forestales. Le siguen en importancia, en cuanto a cantidad de hectáreas, las pasturas y las semillas (ajo, poroto, lechuga, cebolla, arveja). Los frutales, cereales, hortalizas y aromáticas tienen, en extensiones cultivadas, una importancia menor.
La explotación ganadera representa también una importante actividad económica para los habitantes del departamento. Los distintos pueblos de Iglesia cuentan con pastizales aptos para la cría de ganado caprino y ovino.
La existencia de importantes recursos auríferos y argentíferos en la cordillera iglesiana motivó la instalación de la mina Veladero, que comenzó su producción en el año 2005.
Ubicado a 375 km de la ciudad de San Juan, el proyecto se encuentra a cargo de la firma Minera Argentina Gold (MAGSA), subsidiaria de la empresa Barrick

## Turismo
- Dique Cuesta del Viento

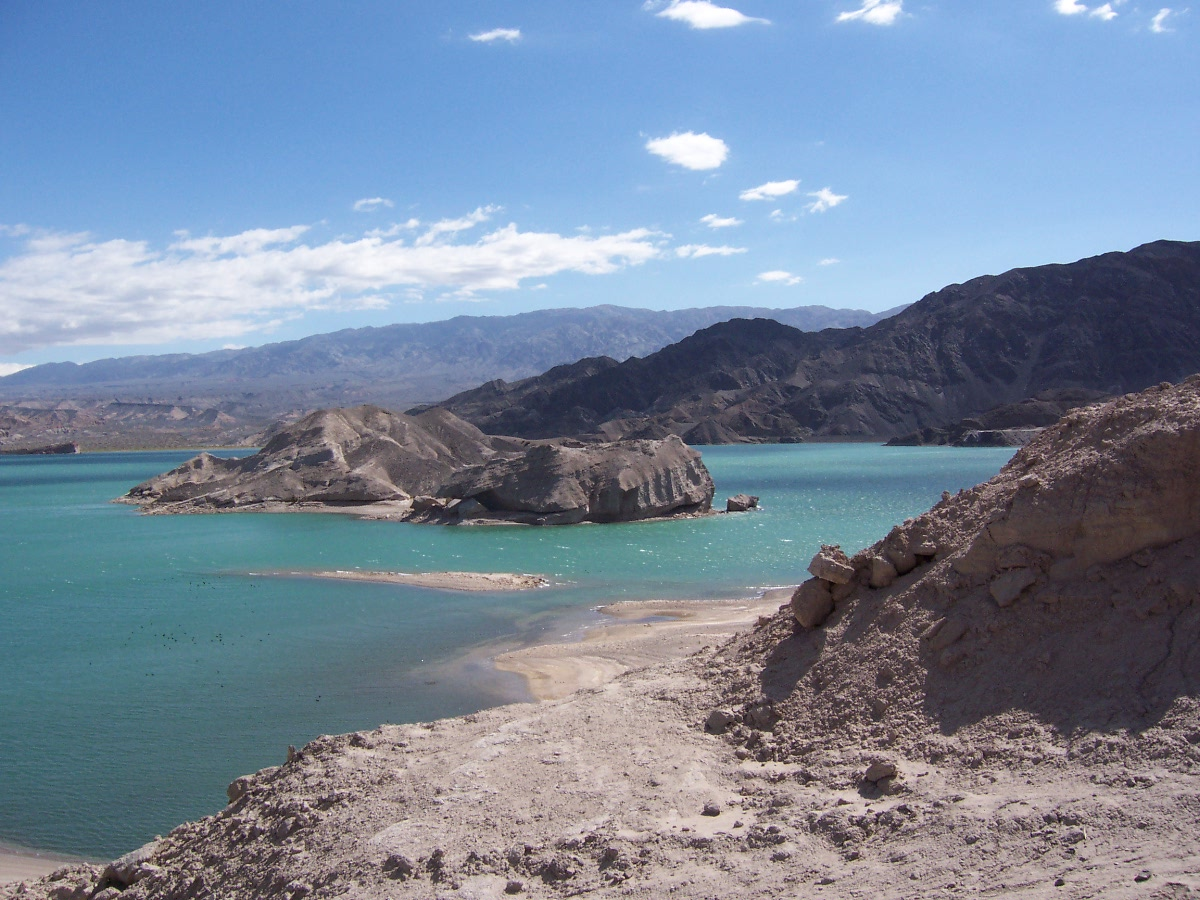
Cuesta del Viento.

El dique se ubica sobre el río Jáchal, el Embalse Cuesta del Viento constituye una importante obra hidroeléctrica de la región norte. La central regula los caudales de los arroyos y ríos iglesianos con el fin de producir energía e incrementar la producción agrícola y minera de la zona.
El Embalse Cuesta del Viento se ha convertido, en los últimos tiempos, en uno de los principales atractivos turísticos de San Juan. La enorme presa ha dado lugar a un magnífico lago artificial. La belleza lunar del sitio y la presencia de fuertes vientos han creado el entorno ideal para los amantes de la aventura y los deportes náuticos.
Sus cualidades naturales permiten catalogarlo como uno de los mejores sitios que existen en el mundo para la práctica del windsurf. Cada año, en el mes de febrero, el dique es sede de campeonatos internacionales que convocan a windsurfistas y turistas de distintos países.
- Termas de Pismanta

El sitio es conocido a nivel nacional e internacional por sus aguas termales. La visita al Centro Termal Pismanta es una experiencia única y renovadora. Las propiedades curativas de estas vertientes naturales son altamente recomendadas para quienes sufren reumatismo, alergias, artrosis y diferentes afecciones relacionadas con el sistema termo-regulador. Las aguas se encuentran a 2010 metros sobre el nivel del mar y su temperatura oscila entre los 38° y los 45 °C.
- Capilla de Achango

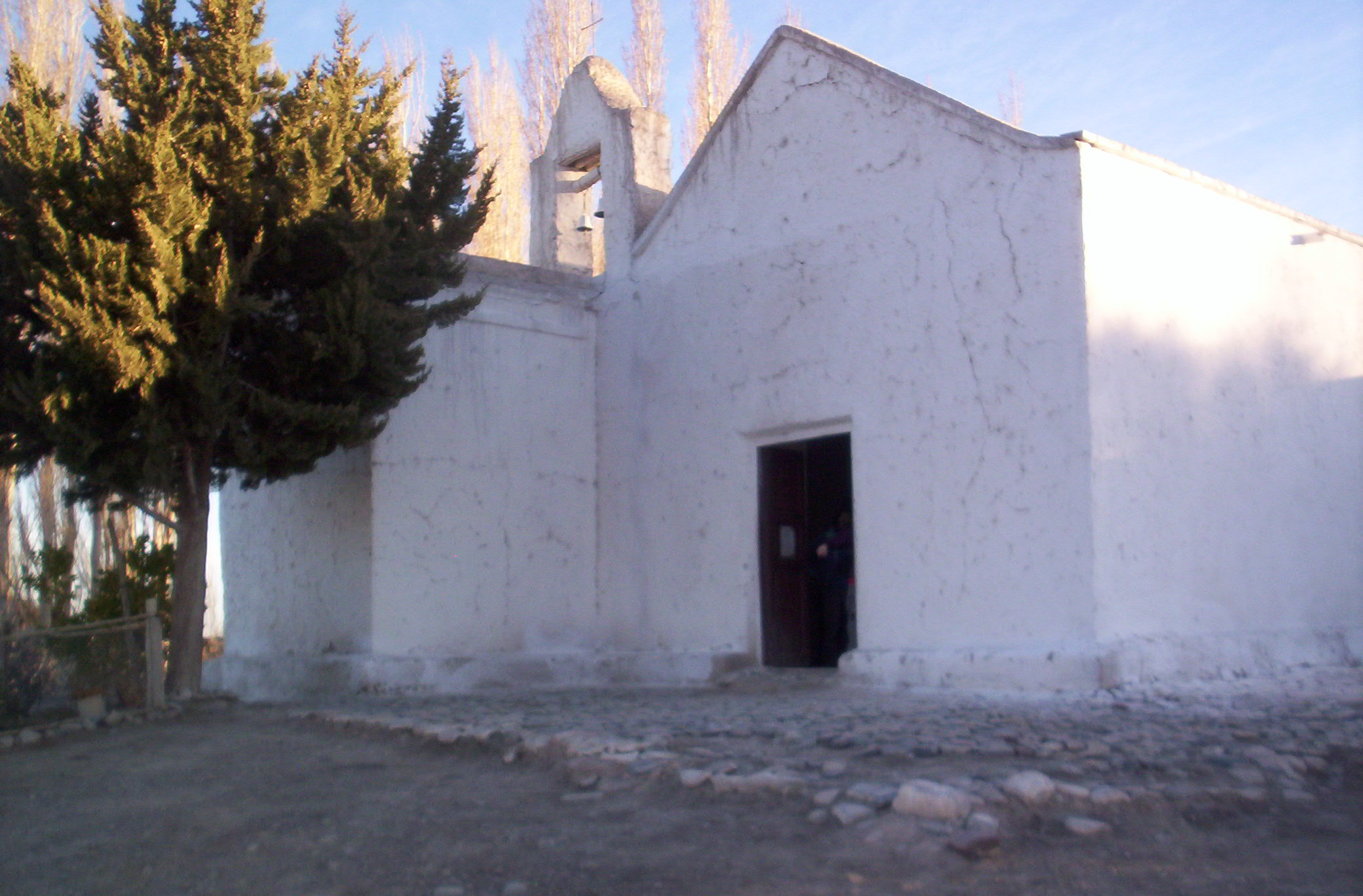
Vista de la histórica capilla de Achango.

Ubicada en la zona de Pismanta, la Capilla de Achango fue declarada Monumento Histórico Nacional por su gran riqueza histórica y cultural. Fue construida por los jesuitas en el siglo XVIII y es considerada una reliquia porque revela el modo de construcción del San Juan de aquella época. La Capilla se fundó bajo la advocación de Nuestra Señora del Carmen y en su interior aún conserva una antigua imagen de la Virgen María, que fue traída desde Cuzco, vía Chile. Esta figura posee cabello natural, una corona de plata y el cuerpo cubierto por una túnica.
- Paso Agua Negra

En Iglesia se encuentra Agua Negra, zona donde se halla el paso internacional que conecta a San Juan con la República de Chile. Para llegar al límite entre los países, es necesario tomar la Ruta Nacional N.º 150. Esta vía conduce desde las localidades iglesianas de Rodeo, Jáchal y Las Flores a las chilenas de La Serena y Coquimbo. Las Flores es el último poblado que se encuentra antes de emprender viaje hacia el país trasandino. Agua Negra es una zona de espectacular belleza. El paisaje deslumbra con la fauna cordillerana, los altos picos y los llamativos penitentes, extrañas formaciones de hielo que se producen en muy pocos lugares del mundo.
- Molinos históricos.

En Iglesia se encuentran también dos antiguos molinos harineros, testimonios de la actividad agrícola e industrial del siglo XIX. Son el Antiguo Molino de Escobar, y el Viejo Molino de Bella Vista. Ambos están integrados a un conjunto con otros molinos del departamento Jáchal, formando un Monumento Histórico Nacional, declarado por la Ley N.º 25.291/2000.